# راس الوادي (السبرة)

تعديل مصدري - تعديل

راس الوادي محلة تابعة لقرية منعم، التابعة لعزلة عروان بمديرية السبرة إحدى مديريات محافظة إب في الجمهورية اليمنية.، بلغ تعداد سكانها 112 حسب تعداد اليمن لعام 2004.